# Wybory prezydenckie we Francji w 1995 roku

Mapa wyników pierwszej tury wyborów prezydenckich w 1995 r. podział na gminy

Wybory prezydenckie odbyły się na terytorium Francji, Gujany Francuskiej i innych zamorskich terytoriów francuskich w dwóch turach. Do drugiej tury przeszli lider Rassemblement pour la République Jacques Chirac oraz lider Parti Socialiste Lionel Jospin. Ostatecznie, w drugiej turze wygrał Jacques Chirac, uzyskując 52.6% wszystkich głosów.

## I tura wyborów
W wyborach wystartowało 9 kandydatów. Pierwsza tura odbyła się 23 kwietnia 1995.
| Kandydat             | Partia                                                        | %     |
| -------------------- | ------------------------------------------------------------- | ----- |
| Lionel Jospin        | Parti socialiste (Partia Socjalistyczna)                      | 23,3% |
| Jacques Chirac       | Rassemblement pour la République (Zgromadzenie dla Republiki) | 20,8% |
| Édouard Balladur     | bliski Rassemblement pour la République                       | 18,6% |
| Jean-Marie Le Pen    | Front national (Front Narodowy)                               | 15,0% |
| Robert Hue           | Parti communiste français (Francuska Partia Komunistyczna)    | 8,6%  |
| Arlette Laguiller    | Lutte ouvrière (Walka Robotnicza)                             | 5,3%  |
| Philippe de Villiers | Mouvement pour la France (Ruch dla Francji)                   | 4,7%  |
| Dominique Voynet     | Les Verts (Zieloni)                                           | 3,3%  |
| Jacques Cheminade    | Parti ouvrier européen                                        | 0,3%  |

## II tura wyborów
Odbyła się 7 maja 1995 roku, przeszli do niej Jacques Chirac oraz Lionel Jospin.
| Kandydat       | Partia                                                        | Głosy      | %      |
| -------------- | ------------------------------------------------------------- | ---------- | ------ |
| Jacques Chirac | Rassemblement pour la République (Zgromadzenie dla Republiki) | 15 763 027 | 52,64% |
| Lionel Jospin  | Parti socialiste (Partia Socjalistyczna)                      | 14 180 644 | 47,36% |